# 茂木知基
茂木 知基 （もてぎ とももと、生没年不詳）は、鎌倉時代の武士。八田知家の三男。通称三郎。子に茂木知俊がいる。

## 略歴
建久3年（1192年）、八田知家は頼朝から下野国茂木郷の地頭職を与えられた。知家の三男であった知基が現地へ遣わされ、そこで茂木姓を称した。建久6年（1195年）に知基は流鏑馬十六人のうち十一番目の射手として選ばれている。建暦3年（1213年）の泉親衡の乱において親衡の一味に加わって幕府に捕縛されている。その後、許されたようで、承久3年（1221年）の承久の乱に出陣し戦功を挙げた。栃木県芳賀郡茂木町の茂木城は知基が築城した。